# Pałac w Gaci
Pałac w Gaci – wybudowany w XVIII w. w Gaci.

## Położenie
Pałac położony jest we wsi w Polsce, w województwie dolnośląskim, w powiecie oławskim, w gminie Oława.

## Historia
Obiekt jest częścią zespołu pałacowo- folwarcznego, w skład którego wchodzą jeszcze: dom mieszkalny (dawna gorzelnia), dom mieszkalny, oficyna, obora, dwie stodoły, spichrz, chlewy, lodownia, mury ogrodzenia, teren dawnych ogrodów i zadrzewienie przy dworze.